# Nasophilie

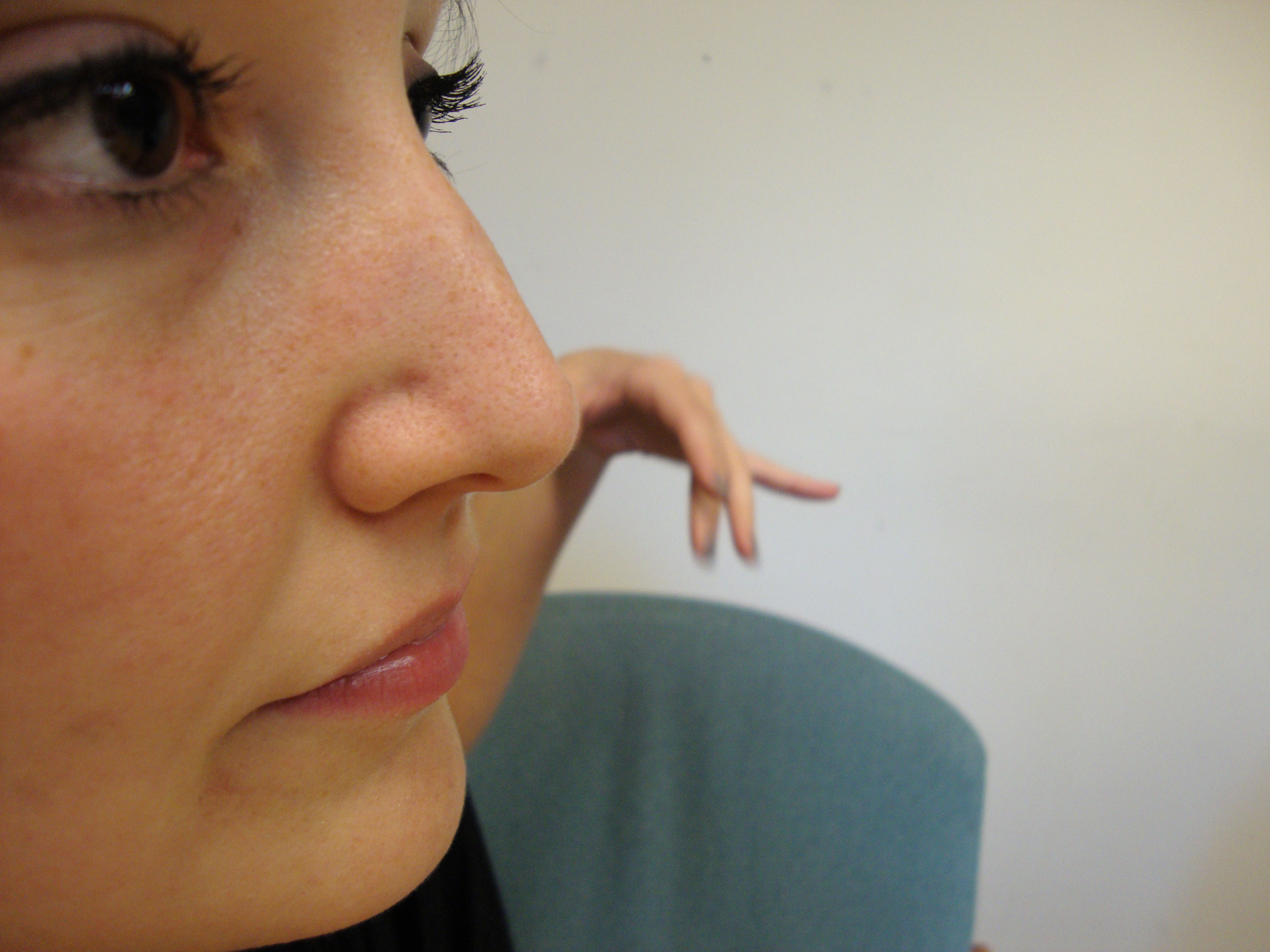
Nez humain, sujet de l'attirance des nasophiles

Le fétichisme du nez (ou nasophilie) est le fétichisme sexuel (ou paraphilie) du nez. Cela inclut une attirance sexuelle envers une forme spécifique de la variation physique de l'apparence (tels que la taille) ou une zone spécifique (par exemple, les narines). Le fétiche lui-même peut se manifester lors d'un désir d'un contact physique et d'interaction, ou fantaisies spécifiques comme une pénétration des narines. D'autres fantaisies peuvent inclure le désir d'observer ou d'expérimenter une transformation physique nasale comme dans Pinocchio, ou des idées concernant la transformation du nez en nez d'une autre créature comme le cochon en tant qu'humiliation d'un partenaire ou d'une connaissance. Ces fantaisies peuvent être assistées par l'utilisation de jeux de rôles sexuels, ou fiction de transformation, par des formes de littérature, de dessins ou de photos modifiées. Sigmund Freud interprète le nez en tant que substitut du pénis.